# Monument aux morts de Lodève
Le Monument aux morts de Lodève a été réalisé en 1930 par Paul Dardé (1888-1963).
Il est composé d'un groupe de quatre femmes et deux enfants devant un gisant, symbolisant la douleur après la perte d'un père lors de la Première Guerre mondiale qui se déroula de 1914 à 1918. C'est le premier conflit armé qui impliqua autant de pays à travers le monde. Les pertes humaines s’élevèrent à plus de 8 millions de morts et 6 millions d'invalides.

## Description et symbolisme
Paul Dardé a inséré sa composition dans un jardin public, ancien parc des évêques de Lodève à proximité de l'ancien palais épiscopal et de la cathédrale toujours présente. Son environnement végétal constitué des marronniers du jardin incite au recueillement.
Le monument représente quatre femmes symbolisant, au vu de leurs vêtements, les saisons (printemps, été, automne, hiver) mais aussi différentes classes sociales, au chevet d'un poilu mort, avec une femme effondrée sur sa dépouille et deux enfants symbolisant l'innocence, tous les civils morts. Le monument est réalisé en pierre de Lens patinée aux acides. Cette patine altère la blancheur de la pierre pour lui donner une teinte ocre.
L'œuvre de Dardé est à la fois réaliste et symboliste. L’antimilitarisme du sculpteur transparaît dans la représentation des désastres de la guerre qui frappent indifféremment toutes les classes sociales. Paul Dardé, né en 1888, avait 26 ans en 1914 lorsqu'il était brancardier lors de la Première Guerre mondiale ; il en restera moralement traumatisé.

## Historique
Commencé en 1919, le monument a été inauguré en 1930 — en l'absence de l'artiste — par Louis Germain-Martin, ministre du Budget du gouvernement André Tardieu et député Radical indépendant de l'Hérault de 1928 à 1936.